# Ateuchus scrupulosus
Ateuchus scrupulosus är en skalbaggsart som beskrevs av Vladimir Balthasar 1939. Ateuchus scrupulosus ingår i släktet Ateuchus och familjen bladhorningar. Inga underarter finns listade.